# How Munched is That Birdie in the Window?
How Munched is that Birdie in the Window?, titulado Pobrecita Palomita en Hispanoamérica y ¿Está muy mordida esa palomita? en España, es el séptimo episodio de la vigesimosegunda temporada de la serie de animación Los Simpson. Fue emitido el 28 de noviembre del 2010 en Estados Unidos por la cadena FOX.

## Argumento
Durante una noche tormentosa, Homer le cuenta una historia de terror a sus hijos y una paloma mensajera cuyo nombre es Raymond Bird vuela a través de la ventana de Bart y rompe su ala. Homer es incapaz de devolverlo a su dueño (debido a su flojera) y Lisa sufre de ornitofobia así que Bart decide cuidar de la paloma con sus instrucciones. Mientras el ave recupera su salud, Bart se encariña con Raymond. Al descubrir que el ave puede ser utilizada para enviar mensajes hace que todos pasen el tiempo con ella. Cuando se cansa, Raymond es engullido por Ayudante de Santa, por lo que Bart y Homer intentan en vano sacar al ave de la boca del perro, quien finalmente se lo traga.
Luego de un funeral simbólico, Bart no puede superar la pérdida y esta tan furioso con Ayudante de Santa que empieza a actuar de manera fría hacia él, dejando preocupados a Homer y Marge, ya que Bart tiene problemas en perdonar a las personas incluso ante la más leve ofensa (evidente por el hecho de que no ha perdonado a Milhouse por romper su auto de juguete, ya que este creyó que era un Transformer). Lo llevan a una sesión de terapia con la doctora Thurmond (Rachel Weisz), quien intenta convencer a Bart que Ayudante de Santa es una criatura inocente y que no tenía intención de lastimarle, por lo que debe perdonarlo. Sin embargo, no funciona, por lo que Thurmond recomienda que la única forma de terminar con la depresión de Bart es deshacerse de Ayudante de Santa, lo que molesta a Lisa al verse forzados a dejar atrás a su querida mascota. La familia lo lleva a una granja de avestruces, donde pretenden dejar al perro, sin embargo, Homer se mete en problemas con un avestruz belicosa.
Ayudante de Santa no ayuda a Bart, ya que este le había dicho que matar aves no es correcto, por lo que Bart se defiende solo para luego ahorcar mortalmente al avestruz, haciendo que Homer se sienta orgulloso de su hijo. Bart reconoce que Ayudante de Santa no sabía lo que hacía y lo perdona por haber sido frío con él. La familia Simpson regresa a casa con el perro y el avestruz que Bart había ahorcado, pero este último recupera la consciencia y ahorca a Homer.

## Recepción
En su emisión original, "How Munched is that Birdie in the Window?" el episodio fue visto por, aproximadamente 9.42 millones de espectadores con un 4,1% de índice de audiencia entre los adultos entre las edades de 18 y 49 por lo que es más alto el guion del programa clasificado para FOX. El episodio también recibió 41% de aumento del episodio anterior, The Fool Monty.
Rowan Kaiser de The A.V. Club le dio al episodio una B-, comentando, "Es una especialmente mala idea enfocarse en la trama de este episodio de los Simpsons, ya que la mayoría de su alegría viene de sus imágenes. Más que la mayoría de los episodios, 'How Munched Is That Birdie In The Window?' depende de los gags visuales o pedazos extendidos de comedia libre de diálogos." Kaiser elogió el cameo de Danica Patrick, pero criticó el rol de Rachel Weisz, diciendo que "[ella] es mal utilizada como terapeuta quién supuestamente intenta que Bart y Ayudante de Santa se quieran otra vez."